# Khalil Al Ghamdi
Khalil Ibrahim Al Ghamdi (født 2. september 1970) er en saudiarabisk fodbolddommer. Han har dømt internationalt under det internationale fodboldforbund FIFA siden 2003, hvor han er placeret i den asiatiske dommergruppe. Al Ghamdi var med ved VM 2006 som 4. dommer, og han fik sin egentlige VM-debut ved slutrunden i 2010 i Sydafrika, hvor det blev til to kampe.
Ved siden af den aktive dommerkarriere arbejder Al Ghamdi som lærer.

## Karriere

### VM 2010
Al Ghamdi deltog ved VM 2010 i Sydafrika, hvor han dømte 2 kampe.
- Frankrig –  Mexico (gruppespil)
- Chile –  Schweiz (gruppespil)